# Gare d'Ammal
Pour les articles homonymes, voir Bouira (homonymie).
La gare d'Ammal est une gare ferroviaire algérienne située sur le territoire de la commune d'Ammal, dans la wilaya de Boumerdès.

## Situation ferroviaire
La gare est située dans le centre de la ville d'Ammal, sur la ligne d'Alger à Skikda, où elle est précédée de la gare de Beni Amrane et suivie de celle de Lakhdaria.

## Service des voyageurs

### Desserte
La gare d'Ammal est desservie par les trains régionaux de la liaison Alger - Bouira.